# アーロン・ガリンド
アーロン・ガリンド（Aarón Galindo, 1982年5月8日 - ）は、メキシコ・メキシコシティ出身の元同国代表サッカー選手。現役時代のポジションはDF。

## 経歴
ガリンドは6歳の時、クルス・アスルでキャリアをスタートさせる。2002年春にプロデビュー。2004年に行われたアテネオリンピックのメキシコ代表として参加している。10月にはA代表デビューも飾る。2005年に行われたFIFAコンフェデレーションズカップのメンバーに選出。しかし、サルヴァトーレ・カルモナとともにドーピングが発覚し、1年間の出場停止処分が科され、翌年の2006 FIFAワールドカップの出場を逃すことになってしまう。出場停止が解除された2006年夏にエルクレスCFに加入。その後、グラスホッパー・クラブ・チューリヒを経て、2007年7月28日、アイントラハト・フランクフルトに1年契約で加入することになった。2009年1月8日、CDグアダラハラに加入。

## タイトル

### クラブ
サントス・ラグナ
- リーガMX クラウスーラ 2012

## 所属クラブ
- クルス・アスル 2002-2006
- エルクレスCF 2006
- グラスホッパー・クラブ・チューリッヒ 2007
- アイントラハト・フランクフルト2007-2008
- CDグアダラハラ 2009-2010
- サントス・ラグナ 2011-2014

→  デポルティーボ・トルーカFC 2013-2014 (loan)
- デポルティーボ・トルーカFC 2014-2017
- CDトレド 2017-2018

## 代表歴
- メキシコ代表
  - 2004年10月27日 - A代表初出場 - エクアドル代表戦